# Krzysztof Meyer
Krzysztof Meyer (Cracovia, 11 agosto 1943) è un compositore, pianista, docente e musicologo polacco.

## Biografia
Meyer dal 1954 ha studiato teoria e composizione con Stanislaw Wiechowicz. Dal 1962 al 1965 ha studiato alla Accademia di Musica di Cracovia dove ottenne due diplomi con menzione d'onore: nel 1965 in composizione, sotto Krzysztof Penderecki (dopo la morte di Stanisław Wiechowicz) e nel 1966 in teoria. Nel 1964, 1966 e 1968 si è recato in Francia per studiare con Nadia Boulanger.
Dal 1966 al 1987 Meyer ha insegnato teoria alla Accademia di Musica di Cracovia. Negli anni 1977-87 è stato vice e poi direttore del Dipartimento di Teoria Musicale. Dal 1987 ha insegnato composizione musicale alla Hochschule für Musik di Colonia.
Nel 1984 ha vinto il Premio Herder.
Dal 1985 al 1989 è stato Presidente della Unione dei Compositori Polacchi.

## Composizioni principali

### Sinfonie
- n. 1 (1964)
- n. 2 Epitaphium Stanisław Wiechowicz in memoriam per coro e orchestra (1967)
- n. 3 Symphonie d'Orphée per coro e orchestra (1968)
- n. 4 (1973)
- Sinfonia in Re maggiore a la Mozart (1976)
- n. 5 (1979)
- n. 6 "Polacca" (1982)
- n. 7 “Sinfonia del tempo che passa” (2002-2003)
- n. 8 “Sinfonia da requiem” (2009)

### Altre opere orchestrali
- Fireballs (1976)
- Hommage à Johannes Brahms (1982)
- Musica incrostata (1988)
- Farewell Music (1997)

### Concerti
- 2 Concerti per flauto e orchestra (1964, 1983)
- 2 Concerti per violino e orchestra (1965, 1996)
- Concerto da camera per oboe, percussione ed archi (1972)
- Concerto per tromba e orchestra (1973)
- Concerto per pianoforte e orchestra (1989)
- Concerto per sassofono ed archi (1992)
- Canti Amadei per violoncello e orchestra (1984)
- Concerto per violoncello e orchestra (1995)
- Concerto da camera per arpa, violoncello ed archi (1984)
- Caro Luigi per 4 violoncelli ed archi (1989)
- Concerto per clarinetto e orchestra (2001)
- Doppio concerto per violino, violoncello e orchestra (2006)

### Musica corale
- Schöpfung (La creazione), oratorio (1999)
- Wjelitchalnaja per coro (1988)
- Messe per coro e orchestra (1996)

### Musica da camera
- 15 quartetti per archi  (1963-2018)
- Trio per oboe, fagotto e pianoforte op. 98 (2004)
- Trio per clarinetto, violoncello e pianoforte op. 90 (2002)
- Trio per archi op. 81 (1993)
- Trio per violino, violoncello e pianoforte op. 50 (1980)